# Shennong-Gletscher
Der Shennong-Gletscher (chinesisch 神農 冰川, Pinyin Shénnóng Bīngchuān) ist ein Gletscher an der Ingrid-Christensen-Küste des ostantarktischen Prinzessin-Elisabeth-Lands. Er fließt in die Prydz Bay, die er in Form einer Gletscherzunge zwischen der Inselgruppe Bølingen und der Halbinsel Stornes erreicht.
Norwegische Kartographen kartierten ihn anhand von Luftaufnahmen der Lars-Christensen-Expedition 1936/37. Die Benennung erfolgte durch chinesische Wissenschaftler. Namensgeber ist Shennong, eine Figur aus der chinesischen Mythologie.